# Elektronenakzeptor
Unter einem Elektronenakzeptor (Elektronenempfänger) versteht man in Physik und Chemie ein Teilchen (Atom, Molekül, Ion), das Elektronen aufnehmen kann.
Der Begriff spielt im Zusammenhang mit Redoxreaktionen eine Rolle, wo durch eine chemische Reaktion Elektronen von einem Reaktionspartner auf einen anderen übertragen werden:
- Den Vorgang der Elektronenaufnahme bezeichnet man auch als Reduktion, den Elektronenakzeptor auch als Oxidationsmittel.
- Den Vorgang der Elektronenabgabe bezeichnet man auch als Oxidation, den Elektronendonator oder Elektronendonor als Reduktionsmittel.

Beide Vorgänge treten bei einer Redoxreaktion immer zusammen auf. Die beiden Teilreaktionen von Redoxreaktionen lassen sich daher nur mit zwei korrespondierenden Redox-Paaren beschreiben.
Ein terminaler Elektronenakzeptor ist entweder die letzte Verbindung, die ein Elektron in einer Elektronentransportkette aufnimmt, z. B. Sauerstoff bei der Zellatmung, oder der letzte Cofaktor, der ein Elektron innerhalb der Elektronentransferdomäne eines photosynthetischen Reaktionszentrum aufnimmt.
Die Gleichsetzung des Begriffs ‚Elektronenakzeptor‘ mit dem der Lewis-Säure ist überholt und sollte vermieden werden.